# Subiaco
Subiaco é uma comuna italiana da região do Lácio, província de Roma, com cerca de 8.931 habitantes. Estende-se por uma área de 63 km², tendo uma densidade populacional de 142 hab/km². Faz fronteira com Affile, Agosta, Arcinazzo Romano, Camerata Nuova, Canterano, Cervara di Roma, Jenne, Rocca Santo Stefano, Vallepietra.
Era conhecida como Subláqueo (em latim: Sublaqueum) durante o período romano. Local escolhido por S. Bento de Núrcia, para fundar mosteiros e onde viveu um período.

## Demografia
| Variação demográfica do município entre 1861 e 2011                               |
|                                                                                   |
| Fonte: Istituto Nazionale di Statistica (ISTAT) - Elaboração gráfica da Wikipedia |